# Borislav Ananiev
Borislav Ananiev (11 de diciembre de 1955) es un deportista búlgaro que compitió en piragüismo en la modalidad de aguas tranquilas.
Participó en dos Juegos Olímpicos de Verano en 1976 y 1980, obteniendo una medalla de bronce en la edición de Moscú 1980 en la prueba de C2 500 m. Ganó una medalla de bronce en el Campeonato Mundial de Piragüismo de 1975.

## Palmarés internacional
| Juegos Olímpicos   | Juegos Olímpicos      | Juegos Olímpicos  | Juegos Olímpicos |
| Año                | Lugar                 | Medalla           | Evento           |
| ------------------ | --------------------- | ----------------- | ---------------- |
| 1980               | Moscú (URSS)          | Medalla de bronce | C2 500 m         |
| Campeonato Mundial |                       |                   |                  |
| Año                | Lugar                 | Medalla           | Evento           |
| 1975               | Belgrado (Yugoslavia) | Medalla de bronce | C1 500 m         |